# Figure de la Terre et gravitation universelle
La question de la figure de la Terre en lien avec la gravitation universelle apparaît à la fin du XVIIe siècle. Alors que la rotondité de la Terre est connue depuis l'Antiquité et qu'une première évaluation du rayon terrestre a été effectuée par Ératosthène, l'hypothèse d'une Terre ellipsoïdale, aplatie aux pôles en raison de la force centrifuge à l'équateur, est proposée par Huygens et Newton, ce dernier appliquant de plus la loi universelle de la gravitation, théorie nouvellement apparue. Cependant, des mesures géodésiques menées en France semblant contredire cette hypothèse, la question de la forme de la Terre souleva des polémiques où le prestige de chaque nation joua un rôle. La pertinence des lois physiques à adopter était en jeu et opposait Newtoniens en Angleterre aux Cartésiens en France. La question fut définitivement tranchée dans les années 1730 à la suite d'expéditions en Laponie et au Pérou, donnant raison aux Newtoniens.

## Détermination des dimensions de la Terre par l'abbé Picard
En 1660, la « Royal Society » est constituée à Londres, avec six années d'avance sur l'Académie Royale des Sciences de Paris, fondée en 1666 par Louis XIV sur proposition de son ministre Colbert. Parmi les discussions scientifiques qui ont lieu dans l'Académie nouvellement créée, les mensurations de la Terre occupaient un rôle de tout premier plan.
C'est à l'abbé Jean Picard (1620-1682), l'un des membres de l'Académie, que l'on doit la première détermination vraiment précise du rayon terrestre R. C'est la dernière détermination de R basée sur l'idée d'une Terre sphérique. Elle date des années 1668 à 1670 et peut se résumer comme ainsi : Picard mesure un arc de méridien entre Sourdon, localité située en Picardie au sud d'Amiens, et Malvoisine situé sur la commune de Champcueil (Essonne), à 40 km au sud de Paris. Pour ce faire, il effectue une triangulation en utilisant — c'est une première — un théodolite muni d'un réticule. Il mesure avec grand soin une base entre Villejuif et Juvisy-sur-Orge. En supposant la Terre sphérique et en déterminant avec la plus grande précision possible pour l'époque les latitudes astronomiques, il obtient pour la longueur d'un arc de méridien de 1°, désignée par L(1°) dans la suite, la valeur L(1°) = 57 060 toises. Le rayon R de la Terre qui en résulte est égal à (57 060x360)/(2π) = 3,2693 millions de toises.

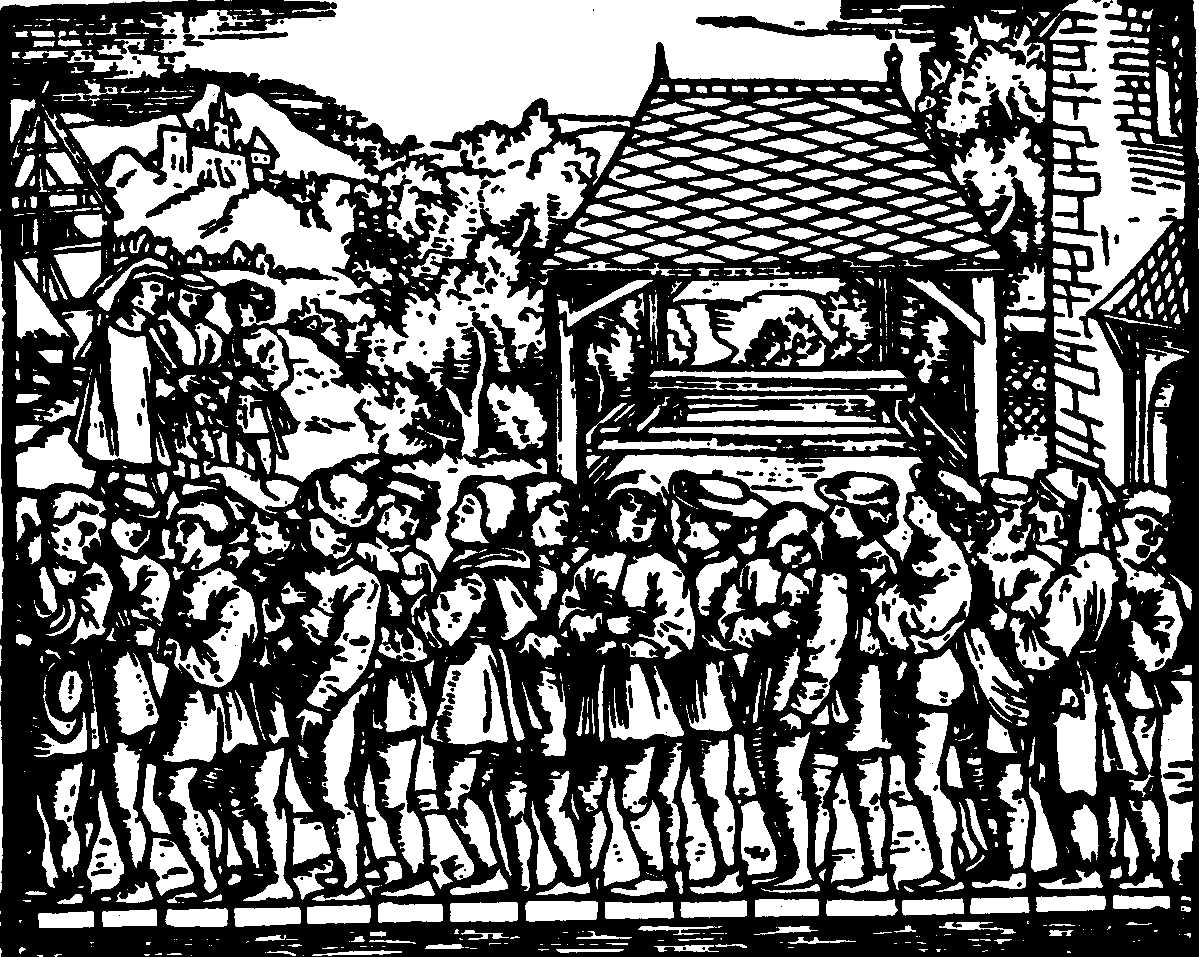
Détermination de la longueur moyenne d'un pied dans une ville d'Allemagne à la fin du Moyen Âge ou au début de l'Époque Moderne, d'après une xylographie parue à Francfort vers 1575 dans le livre Geometrei de Jakob Kölbel.

La toise utilisée par Picard est celle du Châtelet, ou «toise de Paris». Jusqu'à l'adoption du système métrique en France, les mesures géodésiques de longueur étaient rapportées à cette toise de Paris. Rappelons qu'une toise vaut six pieds, qu'un pied vaut douze pouces, et qu'un pouce vaut douze lignes. L'étalon de mesure est la «toise du Châtelet», distance séparant deux ergots, ou talons, scellés dans un mur du vieux Châtelet, où les drapiers et autres commerçants étaient tenus de comparer leurs règles de mesure. En 1799, on lui attribua une longueur de 1,949 m, mais il n'est pas impossible qu'elle ait varié dans le temps, par suite de l'usure des talons due à l'encastrement permanent des règles à comparer, de sorte que cette toise était probablement, selon Delambre, plus courte vers 1670 qu'en 1792. En fait, avant l'adoption à l'échelle internationale du mètre comme unité de longueur pour les besoins de la géodésie, ce qui ne fut guère chose facile à réaliser, la plus aimable anarchie régnait dans le domaine des mesures de longueur et des mesures de surface et de volume dérivées. Ainsi, le pied, utilisé partout, est une mine inépuisable de confusions. Citons, à titre d'exemple, quelques valeurs (approximatives) : pied de Paris (0,324 8 m), pied du Rhin (ou de Leyde, 0,313 8 m), pied de Londres (0,304 8 m), pied de Bologne (0,380 3 m), pied du Nord (0,315 6 m), pied du Danemark (0,313 9 m), pied de Suède (0,296 8 m), pied de Burgos (0,278 6 m). Cette liste est loin d'être exhaustive. En fait, dans chaque État, les unités de longueur variaient d'une province ou d'une ville à l'autre. 
Quoi qu'il en soit, la mesure de Picard basée sur la toise de Paris et convertie en unités modernes fournit approximativement 111,25 kilomètres pour la longueur d'un arc de méridien de 1° et 6371,9 kilomètres pour le rayon. Nominalement, cette dernière valeur ne s'écarte que de 0,014 % de la valeur R = 6 371 km actuellement admise pour le rayon équivolumétrique moyen, c'est-à-dire pour le rayon d'une sphère dont le volume serait celui de la Terre réelle. À vrai dire, cet accord quasi parfait est surtout dû au fait que Picard opérait aux latitudes moyennes, où la distance au centre de la Terre est voisine du rayon moyen.
Les travaux de Picard permirent l'établissement d'une première carte de l'Académie, réduite à la région parisienne.

## Huygens et la force centrifuge

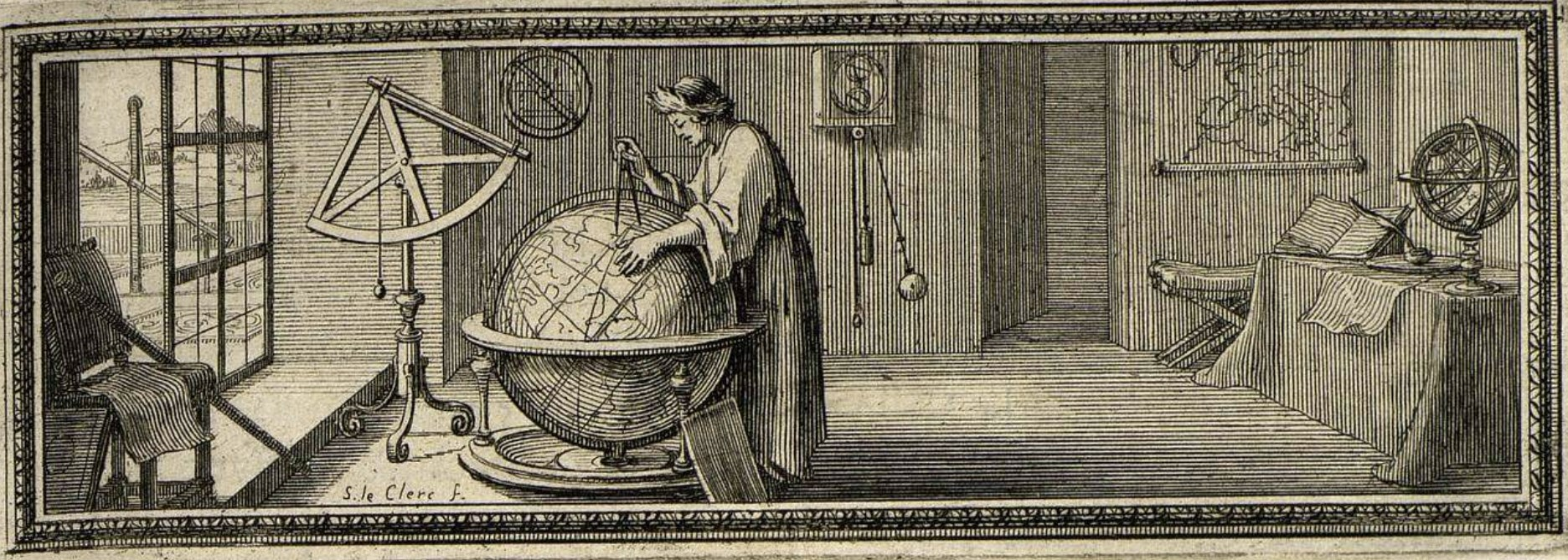
Observations astronomiques et gravimétriques faites en l'île de Cayenne (Guyane française) par Richer, d'après une gravure de Sébastien Leclerc.

En 1659, Huygens détermine l'expression de la force centrifuge. Ses résultats ne seront publiés qu'en 1673, en annexe de son «Horologium oscillatorium», ouvrage dans lequel il décrit la mécanique complète du pendule. Il se sert du pendule pour rendre la marche des horloges régulière et, ce faisant, il invente l'échappement pour entretenir les oscillations. En 1675, il expose le principe du ressort spiral pour les montres. Huyghens s'était déjà révélé auparavant habile mécanicien et opticien ainsi que fin théoricien et observateur. En effet, en mars 1655, il avait découvert Titan, le plus gros satellite de Saturne et du système solaire, et il avait résolu l'anneau de Saturne en 1659. Huyghens devint membre étranger associé de l'Académie Royale des Sciences dès sa fondation et travaillait à l'observatoire de Paris en se servant d'une lunette à très longue focale conçue par lui-même. Dans les années 1660, il commence à penser que la force centrifuge diminue la pesanteur à l'équateur et se demande si cet effet peut être détecté par les horloges à pendules. 
L'année 1672 est une date importante pour l'astronomie et la géodésie, car elle correspond à l'achèvement de la construction de l'observatoire de Paris. Jean-Dominique Cassini (1625-1712) y fut « … appelé par le Roy pour servir Sa Majesté dans l'Académie qu'elle vient d'établir» et en devint directeur. La même année, l'astronome français Jean Richer fut envoyé en à Cayenne pour y mesurer la parallaxe de la planète Mars, de concert avec l'abbé Picard et Cassini opérant à Paris. Il dut également déterminer si l'horloge à pendule y battait plus lentement qu'à Paris. Après plusieurs mois d'observation, Richer fit connaître que la longueur d'un pendule battant la seconde à Paris devait être raccourcie de 1¼ ligne (environ 2,82 mm) pour battre la seconde à Cayenne. Cette observation, suivie ensuite par d'autres expéditions, confirma l'intuition de Huygens. À la fin de l'année 1686, Huygens en conclut que la Terre ne pouvait être parfaitement sphérique, faute de quoi la pesanteur ne serait pas perpendiculaire à l'horizontale, et qu'elle devait être aplatie aux pôles.

## Discussions autour de la gravitation universelle

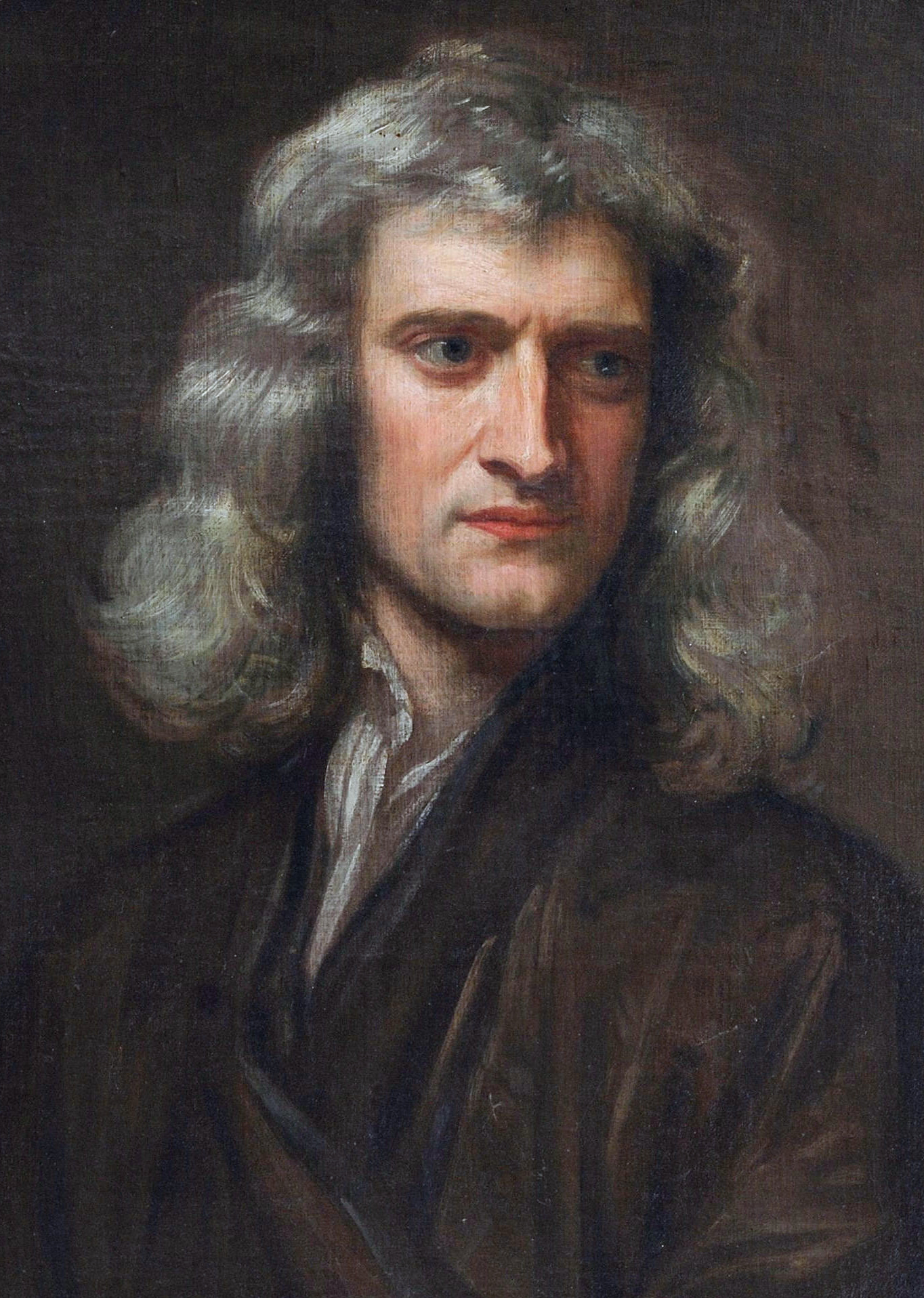
Portrait d'Isaac Newton (1643-1727 par Godfrey Kneller (1689)

Une première méthode utilisée par Huygens pour déterminer l'aplatissement de la Terre consiste à déterminer la déviation de la pesanteur due à la force centrifuge à la latitude de Paris, par rapport à une droite joignant ce lieu au centre de la Terre. Cette déviation est de 5′ 56″. Il suppose alors que la surface de la Terre est un ellipsoïde de révolution. Il lui suffit alors de déterminer quel rapport doivent avoir les longueurs des axes de l'ellipsoïde pour obtenir à la latitude de Paris la dite déviation. C'est ainsi qu'il trouve un aplatissement de 1/578.
En 1687, Isaac Newton (1643-1727) publie ses Philosophiae naturalis Principia mathematica. Pour déterminer l'aplatissement de la Terre, il utilise une méthode dite des canaux. Il suppose la Terre constituée d'un milieu homogène. Il imagine qu'un canal est creusé depuis le pôle jusqu'au centre de la Terre, puis du centre de la Terre jusqu'à un point de l'équateur, et que ce canal est rempli d'eau. Le liquide contenu dans les deux branches du canal doit être en équilibre. Il évalue donc le poids respectif du liquide contenu dans les deux branches du canal. Pour ce faire, il tient compte de la loi de la gravitation universelle. En s'appuyant sur cette loi, il en conclut que la gravité en un point à l'intérieur de la Terre est proportionnelle à la distance de ce point au centre de la Terre. Il tient également compte d'une différence de gravité s'appliquant à un ellipsoïde. Il prend évidemment en compte la force centrifuge dans le canal équatorial. À partir de tous ces éléments , il estime l'aplatissement de la Terre à 1/229. En 1690, Huygens adopte la méthode des canaux mais considère que la gravitation est constante à l'intérieur de la Terre. Il ne prend pas non plus en compte une variation de la gravitation due à la forme ellipsoïdale de la Terre. Il retrouve alors son aplatissement de 1/578.
Les causes de la pesanteur étant alors objet de débats, une polémique va s'établir entre les partisans de l'attraction universelle (essentiellement les Anglais), et ceux qui la réfutent, en considérant que cette attraction ne repose sur aucun argument mécanique. Ces opposants se trouvent essentiellement en France, et s'appuyant sur la philosophie de Descartes, considèrent que les seules actions mécaniques sont des actions de contact, de choc ou de pression, rejetant toute action à distance. Ils tentent d'expliquer la pesanteur par des tourbillons de matière, mais ne parviennent pas à expliquer les succès obtenus par Newton sur les trajectoires des planètes ou des comètes.
Ces polémiques rebondissent à la suite des travaux de triangulations conduits entre 1683 et 1718 sur la méridienne Dunkerque-Perpignan par Jean-Dominique Cassini puis par son fils Jacques Cassini. Les mesures des Cassini semblaient en effet montrer que la Terre était aplatie à l'équateur, en contradiction avec l'aplatissement aux pôles prévu par Isaac Newton. Pour trancher la question, l'Académie Royale française organise des expéditions géodésiques au Pérou et en Laponie. Ces expéditions donnent raison à Newton, consacrant la défaite des Cartésiens. 
En 1730, l'entreprise de la Carte est relancée par le contrôleur Philibert Orry, et les mesures sont conduites dans les décennies suivantes par César-François Cassini et son fils Jean-Dominique Cassini (dit Cassini IV), jusqu'à la Révolution Française.